# René de Rooy
René André de Rooy (Paramaribo, 1 oktober 1917 – Guadalajara, 17 oktober 1974) was een Surinaams/Antilliaans schrijver, dichter en beeldhouwer. 
De Rooy werkte als leraar Engels en Spaans op de Antillen, in Suriname en in Mexico. Hij debuteerde als dichter in het Antilliaanse tijdschrift De stoep in 1940. Hij schreef ook onder de namen Marcel de Bruin, Andrés Grimard en (samen met Pierre Lauffer en Jules de Palm) Julio Perrenal. Hij droeg veel bij aan het culturele leven op Curaçao, met name met bijdragen aan tijdschriften, maar hij schreef ook poëzie en toneel in het Papiaments (onder andere het bekroonde toneelstuk Juancho Picaflor in 1954.) In de zomer van 1954 ging hij terug naar zijn geboorteland Suriname. Daar zat hij o.a. in de redactie van het literaire tijdschrift Tongoni (1958), waarin zijn verhaal 'De edelstenen van oom Brink' verscheen (later opgenomen in de bloemlezing Verhalen van Surinaamse schrijvers (1989), alsook gedichten waarin hij experimenteerde met een combinatie van Sranan en Saramaccaans. Vanaf 1957 keerde hij terug en werkte hij tien jaar op Curaçao, en vervolgens twee jaar in Mexico, waar hij cultureel werk verrichtte op de Nederlandse ambassade. In 1969 vestigde hij zich opnieuw in Suriname, maar in 1973 keerde hij het land gedesillusioneerd de rug toe en keerde terug naar Mexio waar hij in 1974 overleed hij te Guadalajara, aan een hartaanval. Zijn postuum verschenen Verworpen vaderland (1979) is een felle aanklacht tegen de verloedering van zijn geboorteland (een fragment eruit verscheen in 1999 in de bloemlezing Mama Sranan; 200 jaar Surinaamse verhaalkunst). Zijn poëzie, merendeels geschreven onder de naam Marcel de Bruin, verscheen verspreid, onder meer postuum in het tijdschrift Tide tamara. Ze werd nooit gebundeld. Postuum verscheen ook nog het kinderboek Francisco en de zwaluw (1997). Publicaties van zijn hand en ander archiefmateriaal zijn gearchiveerd in het Nationaal Archief Curaçao. 
Naast zijn schrijver- en dichterschap was De Rooy een verdienstelijke beeldhouwer. Hij werkte voornamelijk in hout, gips en steen, zijn werk was te zien in Galerie de Boog, Galerie RG en het Curaçao Museum. Samen met zijn vrouw Talma was De Rooy een actief en gewaardeerd lid van de kunst gemeenschap op Curaçao en bevriend met lokale kunstenaars en supporters van de kunst als Cola Debrot, Egberdien van Rossum en het echtpaar Engels-Boskaljon alsook met bezoekende kunstenaars als Charles Eyck, en  Dolf Henkens. Het koppel verzamelde ook kunst, de Rooy ruilde werk en het echtpaar deed aankopen, Talma bleef na het overlijden van De Rooy (1974) verzamelen. Werken van zijn hand en uit hun verzameling zijn sinds haar overlijden in 2021 opgenomen in de collecties van Stedelijk Museum Amsterdam, Curacaosch Museum en in diverse privé collecties in Nederland, Curaçao, Suriname en Mexico. 

1940 - De Stoep (als dichter) (literair tijdschrift)
1950 - Riba balor literario, onder ps. Andrés Grimar, in Simadan (literair tijdschrijft, de Rooy was mede-oprichter) 
1954 - Juancho Picaflor, un tragikomedia ritmá (theater scenario) 
1958 - De edelstenen van oom Brink, in: Tongoni (literair tijdschrijft)
1959 - Haika misten (gedicht onder het pseudoniem Marcel de Bruin)
1959 - Dagorder (gedicht onder pseudoniem Marcel de Bruin)
1966 - From the Green Antilles (engelse vertaling Barabara Howes)
1979 - Verworpen Vaderland (novel) 
1989 - Verhalen van Surinaamse Schrijvers (bundel)
1997 - Francisco en de Zwaluw (kinderboek) 
1999 - Mama Sranan, 200 jaar Surinaamse verhaalkunst (bundel)

Voor zijn verdiensten aan Curaçao werd er een straat naar hem vermoed: Kaya Rene de Rooy. 

## Persoonlijk leven
De Rooy huwde op 1 februari 1947 met Talma Ten Meer (Paramaribo 8 Juli 1925 - Curaçao 11 Mei 2021) in Curacao. Ze kregen 5 kinderen waaronder regiseeur / kunstenaar Felix Rene de Rooy (1952). 